# Melanerpeton
Melanerpeton is een geslacht van uitgestorven temnospondyle Batrachomorpha (basale 'amfibieën') dat ongeveer 285 miljoen jaar geleden leefde tijdens het Perm in wat Europa zou worden.

## Soorten
- M.spiniceps
- M.eisfeldi
- M.sembachense
- M.falax
- M.sacheti
- M.humbergense
- M.pusillum
- M.latirostris
- M.pulcherrimum
- M.longicaudatum
- M.potamites
- M.magnum
- M.moravicum
- M.perneri